# Troublemaker (Olly Murs)
Troublemaker è un singolo del cantautore pop britannico Olly Murs, pubblicato il 12 ottobre 2012 come primo estratto dal terzo album in studio Right Place Right Time.

## Descrizione
Troublemaker è stato scritto da Olly Murs insieme a Claude Kelly e Steve Robson, con cui ha scritto anche i suoi successi precedenti Please Don't Let Me Go e Dance with Me Tonight.
Come detto dall'artista, il brano parla "di quella ragazza speciale che non puoi scrollarti di dosso, anche se sai che dovresti perché, diciamocelo, ha un lato un po' selvaggio."
Inoltre inizialmente Olly, non si aspettava che Flo Rida avrebbe accettato di collaborare al brano, dicendo: "abbiamo mandato la canzone al suo staff e gli è piaciuta molto" e il rapper ha detto: "Voglio davvero realizzare il brano". Flo Rida ha parlato di Murs e della sua apparizione nel brano, durante un'intervista promozionale per il suo singolo I Cry nello show Daybreak su ITV, il 26 settembre 2012. Dicendo: "Sono molto eccitato, [la mia casa discografica ha detto] abbiamo questo disco di un ragazzo di nome Olly, appena l'ho sentito, ho detto, conosco un disco di successo quando lo sento e probabilmente avrò la possibilità di incontrarlo presto".
Il brano è stato presentato in anteprima nel Regno Unito l'8 ottobre 2012 su Capital FM, la première è stata seguita da un video lyrics pubblicato sul account YouTube del cantante e inoltre al momento del debutto del disco, Murs ha svelato che originariamente Troublemaker doveva essere il secondo singolo dell'album e Army of Two il primo. Ma questa idea è stata abbandonata a causa del lavoro di Murs in America.

## Composizione
il brano ha una durata di 3:06 minuti ed è una canzone up tempo con influenze di: soul, pop, funk rock e hip hop. Secondo lo spartito pubblicato dall'Alfred Music Publishing, il brano è scritto in chiave di Do Minore ed ha un BPM di 108. Descritta come un "allegro inno pop", la base musicale della canzone consiste in un ritmo leggermente funky, accompagnato dal suono di chitarre elettriche, ragioni per cui il brano è stato comparato ai successi dei Maroon 5.

## Ricezione

### Critica
La canzone ha ricevuto recensioni positive da parte della critica: il Seventeen ha scritto che il brano è "ottimista e altrettanto orecchiabile" come il precedente singolo di Murs Heart Skips a Beat, Amy Sciarretto di PopCrush l'ha definita "un'emozione pop up tempo", John Aizlewood di BBC Music ha favorito l'apparizione di Flo Rida descrivendolo come un "cameo coinvolgente", Robert Copsey di Digital Spy ha dato alla canzone una valutazione di quattro su cinque, elogiando la sua composizione, ma ha criticato l'apparizione di Flo Rida, descrivendola come "confusa, [...] ma se rende Olly un successo attraverso lo stagno , supponiamo di poterlo far scorrere" e Robbie Daw di Idolator ha fatto eco ai commenti di Copsey, che descrivevano il brano "un totale vincitore del disco-pop, e sarebbe rimasta indipendente senza Flo Rida".  La canzone è stata nominata come miglior singolo britannico ai BRIT Awards 2013, che si sono tenuti il 20 febbraio 2013, dove vinse il brano Skyfall di Adele.

### Successo commerciale
Il singolo è stato distribuito per la prima volta nei Paesi Bassi il 18 ottobre 2012 e ha raggiunto laposizione n.98 della classifica dei 100 migliori singoli. Nel Regno Unito, ha debuttato al primo posto con 121.000 copie il 2 dicembre, segnato il quarto singolo di Flo Rida nel Regno Unito. Alla seconda settimana dalla pubblicazione, la canzone ha mantenuto il primo posto insieme al suo album Right Place Right Time, facendo ottenere ha Murs il suo primo "chart double", è stato il quarto nel 2012 a realizzare quell'impresa dopo Gary Barlow, Robbie Williams e One Direction. Troublemaker ha venduto oltre 441.000 copie nel Regno Unito nel 2012, diventando il 29° brano più venduto dell'anno ed a novembre 2016, ha venduto 765.000 copie diventando così la seconda canzone di Murs più venduta di Murs dopo Dance with Me Tonight.
la canzone ha debuttato al n.19 sulla Australian Singles Chart il 9 dicembre 2012, diventando il secondo debutto più alto della settimana, la settimana seguente la canzone entrò nella top-ten raggiungendo la quarta posizione (di picco), ed è stata certificata doppio platino dall'Australian Recording Industry Association con 140.000 coppie vendute. il brano entrò anche nella classifica dei singoli in Nuova Zelanda al numero quattordici nel 10 dicembre 2012, dando a Murs il suo primo singolo a figurare in quel paese, Alla quarta settimana di presenza della canzone nella classifica, ha superato la top-10 raggiungendo il numero otto ed è rimasta in quella posizione per due settimane e il 14 gennaio 2014 raggiunse al posizione numero sette ed ha ricevuto una certificazione d'oro dalla Recording Industry Association of New Zelanda (RIANZ), con 7.500 copie vendute.
Il 31 dicembre 2012 il brano ha debuttato al numero 38 nella classifica della Pop Chart Billboard. Il 24 gennaio 2013, debuttò al numero 87 della Billboard Hot 100 e ha continuato a scalare la classifica ogni settimana, fino al n.25 che è stata la posizione più alta mai raggiunta da un brano di Murs negli Stati Uniti. A maggio del solito anno, ha venduto oltre un milione di download negli USA.

## Video musicale

### Antefatti
Il videoclip ufficiale è stato girato a Los Angeles in California, per due giorni, il 21 e il 22 settembre 2012. La trama del video ruota intorno a Murs e una ragazza che essendo "così sfacciata" continua a essere licenziata dai suoi lavori, e per coincidenza, continua ad incontrare Olly." Flo Rida ha registrato la sua parte di video separatamente a Miami in Florida il 30 settembre, ha pubblicato una foto del luogo delle riprese sul suo account Instagram lo stesso giorno. The Sun aveva pubblicato alcune foto di Murs dalle riprese del video l'8 ottobre 2012, ed il video è stato pubblicato sul account YouTube di Murs il 22 ottobre 2012 e ha più di 149 milioni di visualizzazioni.

### Sinossi
Il video inizia con Murs che entra in un bar, dove vede una giovane cameriera (interpretata dall'attrice Danielle Beckwith) che lavora lì. Lei rovescia dell'acqua su un cliente per vendicarsi perché gli aveva toccato il fondo schiena ed è stata licenziata dal suo capo. Successivamente, Murs incontra di nuovo la donna, che ora lavora in un negozio di dischi e li guarda (incluso uno che ha una foto di Murs e su di esso c'è scritto "Greatest Hits" di Olly Murs). La ragazza indossa delle cuffie, e non sente un cliente le sta chiedendo delle informazioni e viene licenziata di nuovo. Poi, Murs la vede mentre lavora in un negozio di vestiti dove sta vestendo dei manichini, ma quando nota che Murs la sta guardando, finisce per farli cadere e lascia il negozio. Flo Rida appare in un tabellone su una spiaggia accanto a un'auto di lusso con al suo interno due donne vestite in bikini. Il video si conclude con Murs che rivede la donna, questa volta in una discoteca con degli amici, dove la ragazza accidentalmente colpisce un uomo con un vassoio di bevande, scatenando un'ulteriore catena di eventi. Murs viene in suo soccorso e i due iniziano a correre verso l'uscita, ma vengono fermati da uno dei buttafuori del club e lo schermo si oscura con la scritta "Troublemaker".

## Spettacoli dal vivo
Il 5 novembre 2012, ha caricato una performance live di Troublemaker sul suo account Youtube ufficiale. La performance dal vivo mostrava una versione alternativa della canzone, supportata da una sezione di archi e da cori. Trent Maynard di 4Music ha descritto la performance come: "sbalorditiva" e ha elogiato Murs per la sua "voce impeccabile" e la sua "potenza stellare" senza la presenza di Flo Rida. Il brano è stato presentato per la prima volta il 12 ottobre 2012 al concerto Love Music Live organizzato da Heart Radio a Londra e successivamente il 18 novembre 2012, nella nona stagione di The X Factor UK.
Negli Stati Uniti, ha eseguito il brano per la prima volta durante lo show Live! with Kelly and Michael il 23 gennaio 2013 inoltre ha anche eseguito una versione acustica della canzone per la sessione Next Big Things della rivista Billboard insieme al brano Heart Skips a Beat. Ad aprile, è apparso nella quinta stagione della serie drammatica americana, 90210 come se stesso, e ha cantato Troublemaker e Right Place Right Time.
Durante il Never Been Better Tour, ha cantato la canzone da solista, ma nelle date de The O2 Arena di Londra e alla Liverpool Echo Arena, Murs era affiancato da Robbie Williams (a Londra) e John Bishop (a Liverpool).

## Tracce
Download digitale
1. Troublemaker – 3:06

CD
1. Troublemaker – 3:06
2. Troublemaker – 4:38 – (Cutmore Club Mix)

iTunes Remixes EP
1. Troublemaker – 3:06
2. Troublemaker – 4:38 – (Cutmore Club Mix)
3. Troublemaker – 2:35 – (Cutmore Radio Edit)
4. Troublemaker – 3:23 – (Wideboys Radio Edit)

## Classifiche

### Classifiche settimanali
| Classifica (2012–13)                          | Posizione massima |
| --------------------------------------------- | ----------------- |
| Australia (ARIA)                              | 4                 |
| Austria (Ö3 Austria Top 40)                   | 3                 |
| Belgio (Ultratop 50 Fiandre)                  | 25                |
| Belgio (Ultratip Vallonia)                    | 5                 |
| Brasile (PMB)                                 | 16                |
| Bulgaria (IFPI)                               | 2                 |
| Canada (Billboard Canadian Hot 100)           | 15                |
| Repubblica Ceca (Rádio Top 100)               | 3                 |
| Danimarca (Tracklisten)                       | 13                |
| Finlandia (Suomen virallinen lista)           | 12                |
| Francia (SNEP)                                | 41                |
| Germania (Official German Charts)             | 2                 |
| Germania (German Airplay Chart)               | 1                 |
| Irlanda (IRMA)                                | 3                 |
| Italia (FIMI)                                 | 14                |
| Israele (Media Forest)                        | 8                 |
| Giappone (Billboard Japan Hot 100)            | 4                 |
| Lussemburgo                                   | 2                 |
| Paesi Bassi (Single Top 100)                  | 66                |
| Nuova Zelanda (The Official NZ Music Charts)  | 5                 |
| Scozia (Official Charts Company)              | 1                 |
| Slovacchia (Rádio Top 100)                    | 5                 |
| Spagna (PROMUSICAE)                           | 19                |
| Svezia (Sverigetopplistan)                    | 31                |
| Svizzera (Schweizer Hitparade)                | 8                 |
| Regno Unito Singles (Official Charts Company) | 1                 |
| Ungheria (Rádiós Top 40)                      | 1                 |
| USA (Billboard Hot 100)                       | 25                |
| USA Adult Top 40 (Billboard)                  | 13                |
| USA Mainstream Top 40 (Billboard)             | 10                |

### Di fine anno
| Classifica (2012)                             | Posizione |
| --------------------------------------------- | --------- |
| Regno Unito Singles (Official Charts Company) | 29        |
| Ungheria (Rádiós Top 40)                      | 50        |

| Classifica (2013)                            | Posizione |
| -------------------------------------------- | --------- |
| Australia (ARIA)                             | 69        |
| Canada (Billboard Canadian Hot 100)          | 41        |
| Germania (Media Control Charts)              | 35        |
| Italia (FIMI)                                | 76        |
| Nuova Zelanda (The Official NZ Music Charts) | 40        |
| UK Singles (Official Charts Company)         | 71        |
| Ungheria (Rádiós Top 40)                     | 75        |
| USA Billboard Hot 100                        | 82        |